# Ваї (Крит)
Ва́ї (грец. Βάι; повна назва — Пальмовий гай Ваї, грец. Φοινικόδασος του Βάι) — національний парк на сході Криту.

## Загальні дані
Ваї знаходиться в 28 км на схід від міста Сітія і в 2 км від села Ітан.
Фінікова пальма Теофраста, яка росте тут, ендемічна. Ліс займає територію більше 200 гектарів і вважається найбільшим дикорослим пальмовим лісом в Європі. Вважається, що цей ліс був висаджений фінікійцями, які поселилися в Ітані. За іншою версією — арабськими піратами.
У 1980-ті роки Ваї був популярний серед любителів неорганізованого відпочинку з усього світу.

## Туристичні атракції
- Пальмовий пляж Ваї (Vai Bay). При тому, що сам пляж рівний та піщаний, морське дно тут кам'янисте, з пологим дном в центральній частині та гострим камінням в його північній частині.
- Грецький монастир XV століття на околиці парку.